# تپه شهر سوخته ۱۸۶
تپه شهر سوخته ۱۸۶ مربوط به هزاره سوم قم است و در شهرستان زابل، بخش شیب آب، دهستان لوتک، روستای حومه شهر سوخته، ۱۴/۵ کیلومتری شرق پایگاه باستان‌شناسی شهر سوخته واقع شده و این اثر در تاریخ ۱۵ اسفند ۱۳۸۵ با شمارهٔ ثبت ۱۷۹۶۷ به‌عنوان یکی از آثار ملی ایران به ثبت رسیده است.